# Сорокин, Евгений Алексеевич (художник)
Евгений Алексеевич Сорокин (1929—1963) — советский художник.
Место рождения: Москва. Образование: Московское государственное академическое художественное училище памяти 1905 года, Московский Государственный художественный институт им. В. И. Сурикова. В художественном институте учился на одном курсе со своим другом Павлом Никоновым.
Участник многочисленных выставок, в том числе персональных. Член Московского Областного Союза Художников.
Его произведения находятся в Третьяковской галерее, музее им. И. С. Тургенева, музее Московского художественного училища памяти 1905 г, музее им. Ленина, Истринском художественном музее, музее Московского областного художественного фонда, Дирекции художественных фондов Министерства Культуры, а также в частных коллекциях.
Художественный рейтинг - 4А